# Walter Clarges (1er baronnet)
Walter Clarges, 1er baronnet (4 juillet 1653 - mars 1706) est un homme politique conservateur anglais qui sert pendant quatre mandats distincts au Parlement. Allié précoce de Guillaume d'Orange, il hérite de grandes propriétés foncières mais pas de grandes capacités de son père, Thomas Clarges (en), et utilise largement son siège parlementaire pour faire avancer ses propres affaires et intérêts financiers.

## Début de carrière
Il s'inscrit au Merton College d'Oxford le 3 février 1670/1. Le 30 octobre 1674, il est créé baronnet, honneur que son père a demandé pour lui. Le père de Clarges est l'un des plus anciens membres et des plus respectés du Country Party. Dès qu'il atteint la majorité en 1674, son père demande pour lui un siège au Parlement, lui proposant de se porter candidat à Clitheroe; cependant, il reçoit l'ordre de faire place à un candidat du duc d'Albemarle, son cousin.
Nommé capitaine du régiment de fantassins du duc de Monmouth en 1678, il est transféré aux Royal Dragoons l'année suivante. La même année qu'il est élu député de Colchester aux élections générales. Il est fait Freeman de Maldon. Au Parlement, il est avec son père contre l'Exclusion Bill visant à enlever le duc d'York (catholique) de la ligne de succession au trône. Ces efforts sont infructueux et Clarges perd son siège lors de l'élection de 1681 lorsque Titus Oates dit aux électeurs qu'il est papiste. Toujours en 1681, il devient commandant de la 1re troupe de gardes à cheval.
Lorsque le duc d'Albemarle combat en duel Lord Gray de Warke en 1682, il choisit Clarges comme son second. Albemarle et Clarges survivent tous deux mais se sont mal tirés du duel, Clarges étant blessé et désarmé par le deuxième de Grey, Charles Godfrey.

## Opposant à James II
Réélu en 1685 après que le duc soit monté sur le trône en tant que Jacques II, Clarges fait sa marque au Parlement comme un opposant à la politique religieuse du roi. Commençant en tant que conciliateur, Jacques II s'est progressivement déplacé pour accroître la participation de l'Église catholique à la vie officielle. Clarges attire l'attention et dénonce chaque changement. Il démissionne de sa commission dans l'armée en octobre 1685, probablement pour protester contre l'emploi d'officiers catholiques romains. Il devient un citoyen d'Oxford en 1687. Lorsque Guillaume III d'Orange-Nassau débarque, Clarges est envoyé par son père (dit «à grands frais») pour le seconder à Exeter en novembre 1688.

## Élection pour Westminster
Aux élections générales de 1690, Clarges a l'aide des ressources et de l'influence personnelle de son père pour se faire élire à Westminster en tant que conservateur. Concourant avec William Pulteney (qui est un partenaire commercial de son père), ils battent les deux candidats Whig si facilement que leurs adversaires se retirent deux jours avant la clôture du scrutin. Clarges soupçonnz les motifs et le patriotisme des Whigs, qui se sont battus pour l'exclusion du duc d'York.
Il est largement inactif au Parlement, sa seule action majeure étant de superviser les dernières étapes à la Chambre des communes d'un projet de loi privé pour clarifier la loi sur la nouvelle paroisse de Sainte-Anne qui a été découpée dans la paroisse de Saint-Martin-en les champs en 1686. Le projet de loi a été initié par son père, qui possède une grande quantité de terres dans la paroisse.

## Difficultés électorales
Aux élections générales de 1695, Clarges (qui vient de se remettre d'une grave maladie) est mis en difficulté. Son père est décédé le 4 octobre alors que le combat est à son comble. Malgré le soutien de l'évêque de Londres et du duc de Leeds, Clarges est clairement en retard le 24 octobre (malgré la distribution de 2000 £ en pots-de-vin). Il demande un scrutin mais a quelque 700 voix de retard.
Son nouvel héritage lui rapporte une terre d'une valeur de 5 000 £ par an, ce qui ajoute à la richesse qu'il a acquise en épousant sa troisième épouse Elizabeth Gould en décembre 1690. Elle est la cohéritière d'un riche drapier de la ville. Il refuse de se présenter à Westminster aux élections générales de 1698, mais en 1701, il se retrouve dans le besoin d'un poste au Parlement après avoir accordé un bail sur un terrain à Piccadilly à Thomas Neale. Selon les termes du bail, Neale devait dépenser 10 000 £ pour développer le terrain, puis payer un loyer à Clarges; cependant, Neale devient insolvable et fait défaut. Clarges pouvait être sûr de reprendre possession du terrain en adoptant un projet de loi d'intérêt privé et se présente aux élections générales de janvier 1701. L'influence de la Cour est contre lui et il termine quatrième avec 1 177 voix; les gagnants en ayant plus du double.

## Retour en faveur
Malgré son exclusion du Parlement, Clarges demande son projet de loi, mais le voit rejeté en deuxième lecture par les amis de Neale le 2 mai 1701. Heureusement pour Clarges, il récupère la propriété par d'autres moyens et la développe lui-même. Aux élections générales de 1702, il se présente de nouveau à Westminster, après l'accession de la reine Anne ; la nouvelle reine soutient les conservateurs et donc l'influence de la Cour est désormais de ce côté. Le scrutin est très serré, et un examen des votes est ordonné, mais à la fin Clarges est élu avec une petite majorité.
Sa première action au Parlement est d'utiliser le privilège parlementaire pour faire mettre un ennemi commercial, William Sherwin, en prison. Sherwin a été impliqué dans un conflit d'héritage de longue date sur un domaine de Clarges dans le Yorkshire à Sutton upon Derwent, dont ils ont hérité du cousin de Clarges, le duc d'Albemarle. Sherwin soutient que le premier mari de la mère du duc, qui a disparu, est toujours en vie, rendant leur mariage nul et lui le propriétaire légitime de la propriété, mais échoue à convaincre plusieurs tribunaux de le soutenir. Il commence néanmoins à gérer le domaine comme le sien. Le 8 décembre, la Chambre des communes condamne Sherwin à l'emprisonnement.
Ils obtiennent également une pension de 500 £ accordée à l'origine à son père qui venait du produit d'un 12 d taxe sur le charbon expédié de Newcastle-upon-Tyne. Il est nommé pour faire rapport d'un comité dont les propriétaires de charbon de Newcastle profitaient délibérément et présente un projet de loi pour réglementer les chargements de charbon, bien qu'il n'ait pas poursuivi l'affaire.
En mauvaise santé en 1704, Clarges décide de ne pas défendre son siège aux élections générales de 1705. Il meurt en mars 1706, laissant huit fils et quatre filles (une fille l'a précédé dans la tombe), issus de trois mariages. Son fils aîné Thomas Clarges (2e baronnet) lui succède.